# Secrétaire d'État aux Dominions
Le poste de secrétaire d'État aux Dominions (anglais : Secretary of State for Dominion Affairs) était un poste du cabinet britannique créé en 1925 et responsable des relations entre les Britanniques et les Dominions - Canada, Australie, Nouvelle-Zélande, Afrique du Sud, Terre-Neuve, l'État libre d’Irlande et de la Colonie de la Couronne de Rhodésie du Sud. À sa création, ses fonctions étaient liées à celles de secrétaire d’État aux Colonies; cet arrangement a persisté jusqu'en juin 1930. À deux reprises par la suite, les fonctions ont été brièvement occupées par la même personne. Le secrétaire était appuyé par un sous-secrétaire d'État aux Dominion. En 1947, le bureau a été rebaptisé secrétaire d'État aux Relations du Commonwealth.

## Secrétaire d'État aux Affaires du Dominion, 1925–1947
| Portrait | Portrait        | Nom honorifiques et circonscription                                                     | Mandat            | Mandat            | Parti politique | P.M.          | P.M.      | F.Sec.      |
| -------- | --------------- | --------------------------------------------------------------------------------------- | ----------------- | ----------------- | --------------- | ------------- | --------- | ----------- |
|          |                 | Leo Amery MP pour Birmingham Sparkbrook (aussi Sec.d'État aux Colonies)                 | 11 juin 1925      | 4 juin 1929       | Conservateur    |               | Baldwin   | Chamberlain |
|          |                 | Sidney Webb (aussi Sec.d'État aux Colonies)                                             | 7 juin 1929       | 5 juin 1930       | Travailliste    |               | MacDonald | Henderson   |
|          |                 | James Henry Thomas MP pour Derby (aussi Sec.d'État aux Colonies, Aut.–Nov. 1931)        | 5 juin 1930       | 22 novembre 1935  | Travailliste    |               | MacDonald | Henderson   |
|          | National Labour | James Henry Thomas MP pour Derby (aussi Sec.d'État aux Colonies, Aut.–Nov. 1931)        | 5 juin 1930       | 22 novembre 1935  |                 | Reading Simon | MacDonald |             |
|          |                 | Malcolm MacDonald MP pour Ross and Cromarty                                             | 22 novembre 1935  | 16 mai 1938       | National Labour |               | Baldwin   | Hoare Eden  |
|          | Chamberlain     | Malcolm MacDonald MP pour Ross and Cromarty                                             | 22 novembre 1935  | 16 mai 1938       | National Labour |               |           | Hoare Eden  |
|          |                 | Edward Stanley MP pour Fylde                                                            | 16 mai 1938       | 16 octobre 1938†  | Conservateur    |               | Halifax   |             |
|          |                 | Malcolm MacDonald MP for Ross and Cromarty (also Sec.d'État aux Colonies)               | 31 octobre 1938   | 29 janvier 1939   | National Labour |               | Halifax   |             |
|          |                 | Thomas Inskip MP pour Fareham                                                           | 29 janvier 1939   | 3 septembre 1939  | Conservateur    |               | Halifax   |             |
|          |                 | Anthony Eden MP pour Warwick and Leamington                                             | 3 September 1939  | 14 May 1940       | Conservateur    |               | Halifax   |             |
|          |                 | Thomas Inskip                                                                           | 14 mai 1940       | 3 octobre 1940    | Conservateur    |               | Halifax   | Churchill   |
|          |                 | Robert Gascoyne-Cecil MP pour South Dorset avant 1941 Baron Cecil de Essendonaprès 1941 | 3 octobre 1940    | 19 février 1942   | Conservateur    | Eden          |           | Churchill   |
|          |                 | Clement Attlee MP pour Limehouse                                                        | 19 février 1942   | 24 septembre 1943 | Travailliste    | Eden          |           | Churchill   |
|          |                 | Robert Gascoyne-Cecil Baron Cecil de Essendon                                           | 24 septembre 1943 | 26 juillet 1945   | Conservateur    | Eden          |           | Churchill   |
|          |                 | Christopher Addison                                                                     | 3 août 1945       | 7 juillet 1947    | Travailliste    |               | Attlee    | Bevin       |

Vicomte Addison a pris ses nouvelles fonctions de secrétaire d'État aux Relations du Commonwealth le 7 juillet 1947.